# Xenia samoënsis
Xenia samoënsis är en korallart som beskrevs av Rudolf Albert von Kölliker. Xenia samoënsis ingår i släktet Xenia och familjen Xeniidae. Inga underarter finns listade i Catalogue of Life.